# Gilles Le Hédois
Gilles Le Hédois, dit « Du Bocage », né le 10 novembre 1658 à Cherbourg et mort le 25 octobre 1727 à Lisbonne, est un corsaire et vice-amiral français.
Célèbre corsaire, puis vice-amiral du Brésil, Du Bocage commandait en second à Rio de Janeiro, lorsque Duguay-Trouin s’empara de cette ville en 1711.

## Sources
- Annuaire du Département de la Manche, t. 20, Saint-Lô, De l’impr. de J. Élie, 1848, 420 p. (lire en ligne).